# Abraham Herz Cohen
Abraham Herz Cohen (auch: Abraham Cohen; geboren 1746 in Hannover; gestorben 10. März 1825) war ein Hannoverscher Kammeragent.

## Leben

### Familie
Abraham Herz Cohen war der Sohn des aus jüdischer Familie stammenden „Israeliten“ Herz Cohen. Er heiratete die aus Celle stammende Amalia, geborene Gans, mit der er 14 Kinder zeugte, darunter den am 25. März 1790 in Hannover geborenen späteren Bankier und Metallkaufmann Philipp Abraham Cohen. Von Cohens 14 Kindern starben drei bereits vor dem Tod ihrer Mutter im Jahr 1822.
Bei seinem Tod im Jahr 1825 hinterließ Cohen neben 4 Söhnen und 7 Töchtern mehr als 30 Enkel.

### Werdegang
Der im Kurfürstentum Braunschweig-Lüneburg während der Personalunion zwischen Großbritannien und Hannover tätige Cohen schützte mit Hilfe seiner internationalen Handelsbeziehungen in der sogenannten Franzosenzeit zahlreich kurfürstlich-hannoversche Beamte und Hofbediente, deren Gehalt von England aus bezahlt wurde, vor dem Hunger. So schaffte Cohen trotz des Verbotes durch Napoleon Bonaparte und oftmals unter Lebensgefahr Teile der ausstehenden Löhne von England heran für diejenigen Beamten und insbesondere Familienväter, die nicht in den Dienst Napoleons oder dessen als König von Westphalen eingesetzten Bruders Jérôme getreten waren.
Nach der Erhebung des vormaligen Kurfürstentums zum Königreich Hannover wurde der bereits greise Cohen im Jahr 1816 zum königlich hannövrischen Kammeragenten ernannt.
Vor seinem Ableben stiftete Abraham Herz Cohen mehrere Legate zu mildtätigen Zwecken „ohne Ansehen der Confession“. Dazu zählte die Summe von 4000 Thalern zum Bau der Neuen Synagoge in Hannover.